# Chama gryphoides
Chama gryphoides ist eine Muschelart aus der Familie der Hufmuscheln (Chamidae).

## Merkmale
Das ungleichklappige Gehäuse erreicht eine Größe bis 3 cm im Durchmesser. Es ist im Umriss unregelmäßig rundlich oder eiförmig. Die Muschelschale ist mit der linken Klappe auf einem Hartgrund fest zementiert. Die untere Klappe ist größer und vertieft, die obere Klappe ist dagegen flach und liegt als Deckel auf. In der Aufsicht auf die festgewachsene Muschel sind die großen Wirbel spiralig nach rechts eingedreht.
Das extern liegende Ligament ist bogenartig gewölbt und liegt auf Nymphen. Das Schloss weist in der rechten, oberen Klappe zwei Kardinalzähne auf; der vordere ist sehr kräftig und unregelmäßig gefurcht. Der hintere Kardinalzahn ist schmal und zum Dorsalrand hin gebogen; er verläuft dann parallel mit dem Ligament. Zwischen den beiden Zähnen befindet sich eine tiefe Grube. In der linken, unteren Klappe ist ein gebogener und schiefer Kardinalzahn und mit einer Hauptgrube und einer zweiten flacheren Grube. Es sind zwei nahezu gleich große Schließmuskeln vorhanden. Eine Mantelbucht fehlt.
Die aragonitische Schale ist meist dickwandig und sehr fest. Die Oberfläche ist mit unregelmäßigen, etwa randparallelen Lamellen besetzt, die zu kurzen, flachen, dornen- und blattförmigen Auswüchsen ausgezogen sein können. Die Ornamentierung verstärkt sich zum Gehäuserand hin. Die Schale ist außen leicht rötlich gefärbt, innen ist die Schale braun-violett getönt.

## Geographische Verbreitung und Lebensraum
Das Verbreitungsgebiet der Art sind die Gewässer um die südliche Iberische Halbinsel bis nach Senegal (Westafrika); sie kommt außerdem im Mittelmeer und in den Küstengewässern der Kapverdischen Inseln, der Kanarischen Inseln und der Azoren vor. Nachgewiesen ist sie auch auf einigen Seamounts der Horseshoe-Gruppe (etwa 200 km südwestlich der Südküste von Portugal) und der Meteor Seamounts südlich der Azoren. Nach Poppe und Goto soll die Art auch im Indischen Ozean an der ostafrikanischen Küste vorkommen, nicht aber im Roten Meer. Nach Nordsieck wurde die Art aber auch im Golf von Suez gefunden; das angebliche Vorkommen in Ostafrika vermerkt er nicht.
Chama gryphoides siedelt vom Gezeitenbereich bis in etwa 200 Meter Wassertiefe, gelegentlich auch wesentlich tiefer (bis 1250 m).

## Taxonomie
Die Art wurde bereits 1758 von Carl von Linné aufgestellt. Die Art wird allgemein akzeptiert und zur Gattung Chama gestellt.

## Belege